# Douglas X-3
Douglas X-3 — американський експериментальний літак фірми «Дуглас».

## Конструкція
Douglas X-З являє собою моноплан звичайної схеми з нормальним оперенням. Крило літака пряме, трапецієподібне. Профіль крила ромбоподібний. Площа крила становить 9,3-10,2 м². На крилі є звичайні елерони, щілинні закрилки, носки що відхиляються і перегородки для запобігання стікання прикордонного шару. Для підвіски елеронів і носків що відхиляються, встановлені зовнішні вузли, у зв'язку з чим під крилом є довгі обтічники. У зв'язку з великими навантаженнями (близько 1000 кг / м ²) крило було виготовлено з титану і має суцільну конструкцію (не враховуючи канали для проводок керування). Фюзеляж літака відрізняється досить великим подовженням (довжина його втричі більше розмаху крила) і загостреним носом, який переходить у низький ліхтар з гострими гранями. На догоду хорошому обтіканню довелося поступитися зручностями льотчика, який сидить в злегка нахиленому положенні з лівого боку кабіни. Оперення літака звичайне: кіль невеликої площі має кермо напряму, горизонтальне оперення цілком поворотне. Всі органи управління, очевидно, забезпечені незворотними гідропідсилювачами. Можливо, що є демпфер рискання. З боків фюзеляжу розміщуються два ТРД Вестінгауз J-34-17 з камерою форсажа, між якими встановлений паливний бак. Повітрязабірники розміщені у верхній частині фюзеляжу, безпосередньо за кабіною. Вихлопні сопла виходять під фюзеляжем позаду крила. Літак Х-3 був, по суті, літаючою аеродинамічною лабораторією, і тому на ньому було встановлено велику кількість випробувального та експериментального обладнання, спеціально розробленого NACA. У фюзеляжі розміщено близько 550 кг експериментального обладнання, на поверхнях літака є 850 дренажних отворів для виміру тиску, 185 електротензометров вимірюють повітряні навантаження і напруги, в 150 точках заміряються і реєструються температури на обшивці.

## Система життєзабезпечення і порятунку
Для створення нормальних життєвих умов у кабіні на літаку встановлена потужна система кондиціонування повітря. Носова частина фюзеляжу охолоджується паливом, циркулюючим під обшивкою. Система порятунку льотчика, розроблена фірмою «Дуглас» для літака Х-3, складається в основному з катапультованого вниз крісла зі стабілізуючими поверхнями. На висоті 4500 м льотчик автоматично відокремлюється від крісла і опускається до землі на звичайному парашуті. Якщо покидання літака відбувається на менших висотах, льотчик відокремлюється від крісла через три секунди після викидання.

## Історія
Контракт на проектування і будівництво експериментального літака, здатного досягти числа Маха М = 3, було укладено з фірмою «Дуглас» у 1947 році. Роботи над будівництвом літака, що отримав позначення X-З, продовжувалися п'ять років. У процесі досліджень фірма «Дуглас» вивчила більш 60 варіантів різноманітних схем літака з усіма можливими типами силових установок: ТРД, ППРД і РРД — окремо і в різних поєднаннях. Для побудови літака було прийнято варіант з двома ТРД Вестінгауз J-40, що дають сумарну тягу близько 7700 кг. Спорудження літака було закінчене в листопаді 1951 року, але через труднощі з двигунами, які давали значно меншу тягу, ніж було заявлено, льотні випробування затрималися майже на цілий рік. У жовтні 1952 року відбувся перший політ літака Douglas X-З.

## Фінал
Восени 1956 NASA закінчив випробування літака Х-3 і передав його ВПС США для подальшого використання. З літака було знято 545 кг випробувального обладнання. Через обмежену тягу двох ТРД літак було використано тільки для експериментів при навколозвукових і невеликих надзвукових швидкостях.